# Problemy Hilberta
Problemy Hilberta – lista 23 zagadnień matematycznych przedstawiona przez Davida Hilberta w 1900 roku, pokazująca stan matematyki na przełomie XIX i XX wieku. Lista ta była tematem jego wykładu na Międzynarodowym Kongresie Matematyków w Paryżu, jednak z powodu braku czasu Hilbert zdążył omówić wówczas jedynie 10 z owych problemów. Próby ich rozwiązania wpłynęły znacząco na rozwój matematyki w XX wieku.

## Status
Sam Hilbert prawdopodobnie nie zdawał sobie sprawy z wagi i trudności wielu spośród postawionych przez siebie problemów. Problem numer 3 został rozwiązany zaledwie 4 lata po publikacji listy, natomiast problemy 8 i 16 nie zostały nawet częściowo rozwiązane przez 125 lat po jej publikacji. 
Do początku XXI w. większość problemów Hilberta została przynajmniej częściowo rozwiązana, choć niektóre problemy sformułowane są zbyt ogólnie, by można to było jednoznacznie stwierdzić. Niektóre problemy Hilberta nie są precyzyjnymi hipotezami, na które można jednoznacznie odpowiedzieć "tak" lub "nie". Przykładem mogą być problemy 9 lub 12 wymagające znalezienia ogólniejszych wersji pewnych twierdzeń, pomimo że może istnieć wiele rodzajów takich uogólnień lub problem 15 wprost wymagający znalezienia ścisłego sformułowania matematycznej teorii.
Niektóre problemy wymagają dalszego i bardziej formalnego doprecyzowania: dobrym przykładem może być problem 5, gdzie status rozwiązania zależy od ścisłego zinterpretowania pojęcia "grupy ciągłej", dość nieformalnie używanego przez samego Hilberta. Hilbert sam musiał w jednym z listów wysłanych klika lat po publikacji listy doprecyzować, co dokładnie rozumiał przez matematyczną aksjomatyzację fizyki przedstawioną w problemie 6.
Ścisłe doprecyzowanie problemów 1 i 2 dotyka formalizowania samych podstaw matematyki. Jeżeli jako podstawę przyjmujemy aksjomatykę Zermela-Fraenkla to wówczas hipoteza continuum jest w niej niedowodliwa-istnieją zarówno rozszerzenia aksjomatyki w których jest ona prawdziwa, jak i takie w których jest ona fałszywa. Podobnie jest z problemem 2, gdzie nie jest określone w jakim systemie ma być udowodniona niesprzeczność arytmetyki. Z twierdzenia Gödla wynika, że niesprzeczność dowolnego systemu w którym jest to możliwe nie może być  udowodniona w ramach jego własnych aksjomatów, więc kolejne systemy dowodzące niesprzeczności można poszerzać w nieskończoność. Problemy te powodują, że nie ma powszechnej zgody czy obecne rezultaty można uznać za rozwiązania dwóch pierwszych oryginalnych problemów.

## Lista problemów Hilberta
| Nr | Krótki opis | Aktualny status | Rok rozwiązania |
| -- | --- | --- | --------------- |
| 1  | Hipoteza continuum (nie istnieje zbiór o mocy pośredniej pomiędzy mocą zbioru liczb całkowitych i liczb rzeczywistych) | Rezultaty Gödla i Cohena dowodzą, że hipoteza ta jest niezależna od powszechnie przyjętej aksjomatyki Zermela-Fraenkla teorii mnogości. Nie ma jednak powszechnej zgody, czy jest to rozwiązanie problemu. | 1940, 1963      |
| 2  | Dowód niesprzeczności aksjomatów arytmetyki (tzn. że arytmetyka jest systemem formalnym, w którym nie jest możliwy dowód dwóch sprzecznych ze sobą twierdzeń) | Drugie twierdzenie Gödla o niezupełności mówi, że niesprzeczności arytmetyki nie można udowodnić za pomocą jej własnych aksjomatów, podobnie będzie z niesprzecznością dowolnej teorii, która zawiera w sobie arytmetykę. Gerhard Gentzen udowodnił za pomocą teorii mnogości, że niesprzeczność arytmetyki wynika z dobrego uporządkowania liczby porządkowej {\displaystyle \varepsilon _{0}}. Nie ma powszechnego konsensusu czy wyniki te rozwiązują problem oryginalnie postawiony przez Hilberta. | 1931, 1936      |
| 3  | Czy mając dane dwa wielościany o równej objętości, można zawsze rozłożyć jeden z nich na skończoną liczbę wielościennych części, a następnie złożyć je w drugi? | Rozwiązany przez Maxa Dehna, który podał kontrprzykład używając niezmienników Dehna. | 1900            |
| 4  | Problem konstrukcji geometrii spełniających aksjomaty geometrii euklidesowej, w których proste stanowią najkrótszą drogę pomiędzy punktami. | Problem uznany za zbyt ogólnikowy, choć został rozstrzygnięty dla pewnych szczególnych przypadków. | —               |
| 5  | Czy wszystkie ciągłe grupy są jednocześnie grupami Liego? | W zależności od interpretacji pojęcia "grupy ciągłej": w słabszej wersji dowodu dostarcza twierdzenie Gleasona-Montgomery'ego-Zippina. W silniejszej wersji problem jest hipotezą Hilberta-Smitha, wciąż nierozwiązaną. | 1953?           |
| 6  | Matematyczna aksjomatyzacja całości fizyki, ze szczególnym uwzględnieniem: a) Podania aksjomatyki rachunku prawdopodobieństwa jako podstaw dla fizyki statystycznej b) Opracowania rygorystycznej teorii tłumaczącej „przejście od poziomu atomów do ruchu ciał ciągłych” | Punkty (a) i (b) zostały później doprecyzowane przez samego Hilberta. Aksjomatyka Kołmogorowa (1933) została powszechnie zaakceptowana jako rygorystyczna podstawa dla rachunku prawdopodobieństwa. Podjęto próby wyjaśnienia przejścia od skali atomów do ruchu ciał ciągłych, jednak istnienie teorii klasycznej i kwantowej wymaga dwóch aksjomatyk z jasnym wynikaniem między nimi. John von Neumann podjął próby stworzenia rygorystycznych fundamentów mechaniki kwantowej, jednak jego propozycja okazała się niewystarczająca wobec dalszego rozwoju teorii kwantowej. Pomimo wielu różnych propozycji, ciągle nie jest oczywiste w jaki sposób połączyć kwantową teorię pola opisującą prawa fizyczne w najmniejszej skali z ogólną teorią względności opisującą "ruch ciał ciągłych" w największej skali. | —               |
| 7  | Czy liczba a b, gdzie liczba algebraiczna a jest różna od 0 i 1, a b jest algebraiczną liczbą niewymierną, jest liczbą przestępną? | Rozwiązany – odpowiedzi pozytywnej udziela twierdzenie Gelfonda-Schneidera. | 1934            |
| 8  | Hipoteza Riemanna (część rzeczywista każdego nietrywialnego zera funkcji dzeta jest równa {\displaystyle {\tfrac {1}{2}}}) | Problem otwarty. | —               |
| 8  | Hipoteza Goldbacha (każda liczba parzysta większa od 2 może być wyrażona jako suma dwóch liczb pierwszych) | Problem otwarty. | —               |
| 8  | Hipoteza liczb pierwszych bliźniaczych (istnieje nieskończenie wiele liczb pierwszych bliźniaczych) | Problem otwarty. | —               |
| 9  | Znalezienie najbardziej ogólnego prawa wzajemności dla dowolnego ciała liczbowego | Rozwiązany częściowo. W 1927 r. Emil Artin podał dowód dla rozszerzeń abelowych ciała liczb wymiernych (twierdzenie Artina o wzajemności). Przypadek ogólny pozostaje otwarty. | —               |
| 10 | Czy istnieje algorytm, który rozstrzyga rozwiązywalność każdego wielomianowego równania diofantycznego? | Rozwiązany – zgodnie z twierdzeniem Matijasiewicza jest to niemożliwe. | 1970            |
| 11 | Rozwiązywanie form kwadratowych z dowolnymi algebraicznymi współczynnikami liczbowymi | Rozwiązany częściowo. | —               |
| 12 | Uogólnienie twierdzenia Kroneckera-Webera o rozszerzeniach abelowych liczb wymiernych, tak aby opisywało rozszerzenia abelowe dowolnych ciał liczbowych. | Rozwiązany częściowo. Dla ciał liczbowych z mnożeniem zespolonym uogólnienie udowodnione przez Goro Shimurę. Dla specyficznych przypadków ciał całkowicie rzeczywiście domkniętych konstrukcja maksymalnych rozszerzeń abelowych dzięki jednościom Brumera-Starka wynika z rezultatów Dasgupty i Kadke. | —               |
| 13 | Rozwiązywanie wszystkich równań 7. stopnia przy użyciu funkcji algebraicznej (ewentualnie: funkcji ciągłej) dwóch zmiennych | Rozwiązany częściowo, możliwość rozwiązania za pomocą funkcji ciągłych udowodnił w 1957 Władimir Arnold bazując na wcześniejszych pracach Andrieja Kołmogorowa (twierdzenie Arnolda-Kołmogorowa o reprezentacji). Rozwiązywanie za pomocą funkcji algebraicznych ciągle jest problemem otwartym. | —               |
| 14 | Czy pierścień niezmienników dla grupy algebraicznej działającej na pierścieniu wielomianów zawsze jest skończenie generowany? | Rozwiązany. Masayoshi Nagata podał kontrprzykład. | 1959            |
| 15 | Ścisłe sformułowanie rachunku Schuberta | Rozwiązany częściowo. Zdaniem niektórych specjalistów, takich jak Haibao Duan i Xuezhi Zhao problem można uznać za zamknięty. | —               |
| 16 | Opis relacji owali pochodzących od rzeczywistych krzywych algebraicznych oraz powstających jako zamknięte cykle dla wielomianowych pól wektorowych na płaszczyźnie | Problem otwarty. | —               |
| 17 | Wyrażenie nieujemnych funkcji wymiernych jako ilorazu sum kwadratów | Rozwiązany, udowodniony przez Emila Artina. Dodatkowo, znaleziono górne ograniczenie dla liczby wymaganych składników. | 1927            |
| 18 | Czy w dowolnej n-wymiarowej przestrzeni euklidesowej istnieje skończenie wiele grup przestrzennych? | Rozwiązany, udowodniony przez Ludwiga Bieberbacha. | 1910            |
| 18 | Czy istnieje wielościan, za pomocą którego można wypełnić trójwymiarową przestrzeń, aby wypełnienie nie powtarzało się przy przesunięciu? | Rozwiązany, znaleziony przez Karla Reinhadta. | 1928            |
| 18 | Jakie jest najgęstsze możliwe upakowanie sfer w przestrzeni? | Rozwiązany, przez Thomasa Halesa w dowodzie wspomaganym komputerowo. Największe gęstości osiągane przez gęste pakowania wynoszą około 74%. | 1998            |
| 19 | Czy rozwiązania lagranżjanów dla regularnego problemu wariacyjnego są zawsze analityczne? | Rozwiązany. Dowód podany przez Ennio de Giorgiego oraz niezależnie, z wykorzystaniem innego aparatu, przez Johna Forbesa Nasha. | 1957            |
| 20 | Czy wszystkie zadania rachunku wariacyjnego z określonymi warunkami brzegowymi mają rozwiązania? | Częściowo rozwiązany. Obszar intensywnych i szeroko zakrojonych badań w XX w. Wieloletnie wysiłki zwieńczone dowodem dla niektórych przypadków. | —               |
| 21 | Dowód istnienia liniowych równań różniczkowych Fuchsa dla przypisanej grupy monodromii. | Rozwiązany, Andrei Bolibrukh podał kontrprzykład. Choć w pełnej ogólności odpowiedź jest negatywna, to w szczególnych przypadkach rozwiązanie może istnieć. | 1989            |
| 22 | Uniformizacja relacji analitycznych przy pomocy funkcji automorficznych | Rozwiązany częściowo przez twierdzenie o uniformizacji. | —               |
| 23 | Dalszy rozwój rachunku wariacyjnego | Uznany za zbyt ogólnikowy, aby stwierdzić status rozwiązania. | —               |